# Susanoo
Susanoo (japonsky スサノオ) nebo Susa no wo (スサノヲ), uctivě nazývaný Susanoo no Mikoto (須佐之男命), je japonské božstvo moří a hromů, také zvané kami (神). Jméno Susanoo je doslova překládáno jako „chrabrý, statečný muž“. Jeho život a činy jsou popsány v posvátné knize šintoismu Kodžiki a kronice Nihongi. Společně se svoji sestrou Amaterasu Ómikami (bohyně Slunce a pramatka všech japonských císařů) a bratrem jménem Cukujomi (bůh záhrobní říše a Měsíce) patří mezi tři vznešená božstva.

## Charakteristika
Susanoo je vylíčen jakožto postava značně morálně rozpolcená. Na jednu stranu se projevuje jako chrabrý hrdina, který zabíjí zlé bestie a vřele miluje svoji rodinu, na tu druhou chová jako značný potížista a bezcitný vrah. Mnoho činů, které má na svědomí, spáchal v afektu, způsobeném ať už pozitivní, či negativní emocí. To z něj činí značně emočně nestabilní a nevyzpytatelné božstvo, které dokonale vystihuje neklidná povaha moří a hromu. V mnoha případech jeho výlevy začínají jako neškodné žerty či legrační činy spáchané v radostném opojení, které se ale nakonec nehezky zvrhnou. Z toho důvodu ho většina ostatních bohů nemá příliš v lásce a právě jeho nevhodné chování mu dvakrát vysloužilo vyhnanství.

### Vzhled
Susanoo je ve všech pramenech popisován jako urostlý, chrabrý muž s dlouhými vlasy a vousy. Také je často zdůrazňována jeho velmi dlouhá brada, která měla bohu narůst od hlasitého křiku, když se mu stýskalo po bohyni Izanami. Na uměleckých spodobnění bývá oblečen buď v jukatě, kimonu nebo vojenské zbroji, opásaný nebo přímo vyzbrojený mečem, vyčkávající na nepřítele či s ním bojujícím. Populárním vyobrazením je také Susanoo se svou sestrou Amaterasu.

### Narození
Podle kroniky Kodžiki je Susanoo potomek stvořitelského božstva Izanagiho, jeho žena Izanami je i přes svou neangažovanost v synově početí považována za Susanoovu matku. Susanoovu narození předcházel rozpor mezi Izanagim a jeho manželkou Izanami, který začal odchodem Izanami do podsvětí. Důvodem byla smrt Izanami, způsobena namáhavým porodem boha ohně jménem Hi no Kagabiko (také nazývaný jako Hi no Jagihajao nebo Hi no Kaguzuči), který svoji matku smrtelně popálil. Izanagi boha ohně zabil a vypravil se do podsvětí požádat Izanami, aby se k němu vrátila. Ta odvětila, že si návrat musí vyprosit od podsvětních bohů. Požádala svého manžela, aby na ni počkal a mezi tím se nepokoušel pohlédnout na ženino fyzické tělo skryté ve tmě záhrobního paláce. Ale Izanagi neposlechl, zapálil si oheň a vstoupil do paláce, kde uviděl zetlelé tělo Izanami, požírané červy. Izanagi se vyděsil a utekl a zrazená Izanami za ním poslala záhrobní bojovníky. Izanagimu se z podsvětní říše povedlo utéct a posléze manželský svazek s bohyní zrušit, čemuž předcházelo vzájemné škorpení a proklínání.
Otřesený Izanagi se posléze vydal k řece Tačibana, kde provedl první očistný rituál vůbec. Z každé části odloženého šatu a omývané části těla postupně vzniklo celkem 32 nových božstev, z toho tři božstva, Amaterasu Ómikami, Cukujomi a Susanoo byla vznešená. Amaterasu se zrodila z omytí levého oka, Cukujomi z pravého a Susanoo z omytého nosu.
V jiné pověsti, které zmiňuje kronika Nihongi, Susanoo společně se svými vznešenými i nevznešenými sourozenci vzešel z manželského svazku Izanagiho a Izanami ještě před jejich rozvodem.

### Život a činy
Krátce po narození rozdal Izanagi Susanoovi a jeho vznešeným sourozencům úkoly. Amaterasu připadla vláda nad nebesy a Sluncem, Cukujomi měl za úkol panovat záhrobí a Měsíci. Susanoovi bylo uloženo panovat nad moři a oceány, ale jemu se příliš do práce nechtělo. Místo toho lítal po Zemi a naříkal steskem po bohyni Izanami. Rozzlobený Izanagi se nakonec rozhodl syna vyhnat do země Izanami, do Nenokatasukuni. Ještě, než se ale Susanoo vydal za Izanami, rozhodl se nejprve rozloučit se svojí sestrou Amaterasu do nebeské země Takamanohara. Dělal ale u toho takový rámus, že se Amaterasu polekala a myslela si, že za ní Susanoo přichází se zlými úmysly. Když Susanoo dorazil, došlo mezi nimi ke krátkému rozhovoru, kdy Susanoo přesvědčoval Amaterasu, že se nepřišel zmocnit jejího království, nýbrž se s ní rozloučit před svým odchodem do matčiny země. Nedůvěřivá Amaterasu pochybovala o pravdivosti bratrových slov, ten ji ale přemluvil ke složení přísahy a zplození potomků na důkaz míru.
To proběhlo formou rituálu, kdy Susanoo daroval Amaterasu svůj meč, který ona potom rozlámala, omyla, rozžvýkala a požvýkané kousky meče potom vyplivla. Z těchto úlomků potom povstaly tři nové bohyně. Poté Amaterasu dala Susanoovi svoji šňůru do vlasů se zvířecími zuby, kterou Susanoo omyl, rozžvýkal a vyplivnul. Z úlomků se poté zrodilo 5 božstev. Oba si poté tyto svoje děti rozdělili podle toho, z kterých úlomků vzešly. Dcerky narozené z mečových úlomků patřily Susanoovi, chlapci zrození z úlomků šňůry si k sobě vzala Amaterasu.

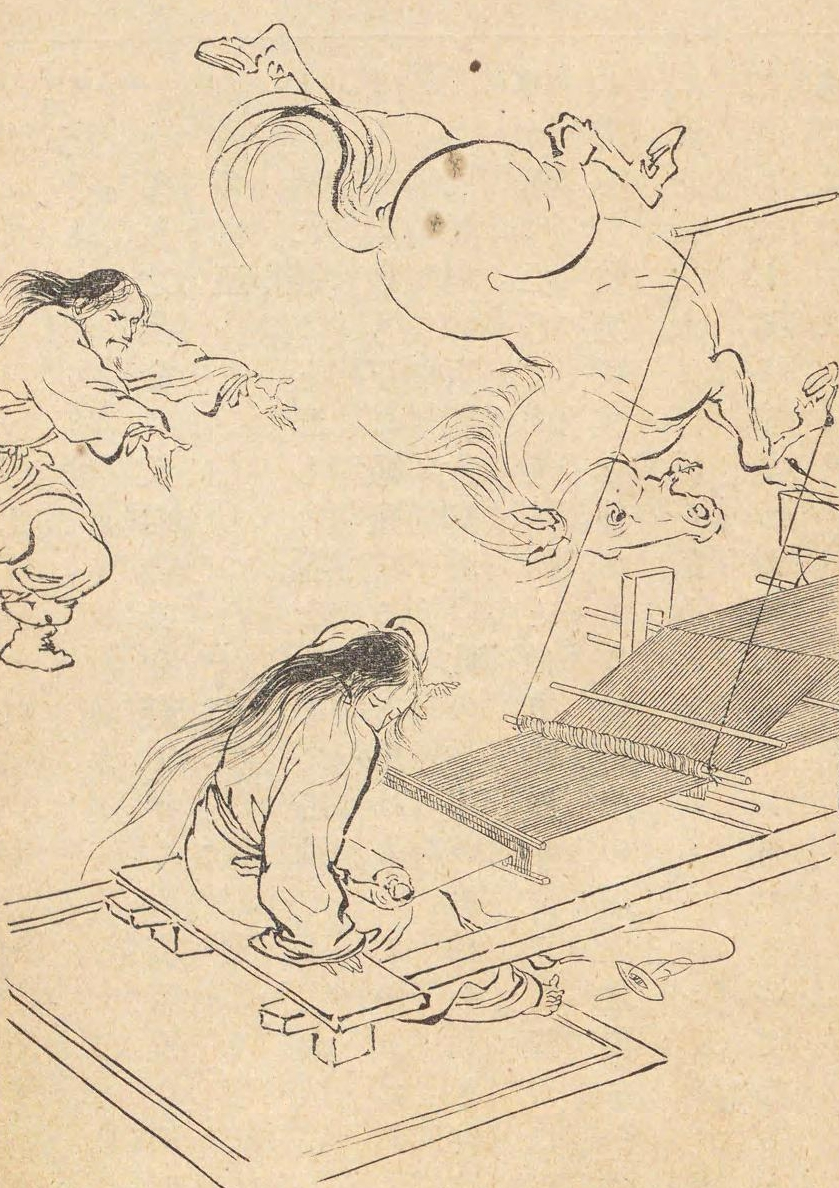
Susanoo ničí nebeskou tkalcovnu. Autor: Hagino Jošijuki, dílo: Susanoo´s rampage, 1911.

Úspěšnost toho plodícího rituálu naplnila Susanooa extází a místo toho, aby splnil svůj slib a odešel do země Nenokatasukuni, začal strašně vyvádět. Zničil rýžová pole, o která se Amaterasu starala a pomazal sestřin palác vlastními lejny. V příběhu popsaném v Nihongi potřel výkaly "pouze" čestné sedátko Amaterasu v Novém paláci, kde se měly konat ovocné hody. Amaterasu však toto nepřijatelné chování svého bratra přehlížela. Pohár trpělivosti ale přetekl, když Susanoo prorazil střechu posvátné tkalcovny a hodil dovnitř koně, ze kterého ještě předtím stáhl zaživa kůži. Šokovaná Amaterasu po tomto excesu odešla do nebeské jeskyně, kde se zabarikádovala a odmítala vylézt. To způsobilo věčnou tmu a chaos mezi bohy po celé zemi. Nakonec se ostatním bohům podařilo sluneční bohyni vylákat z jeskyně ven, a to pomocí lsti. Ze skály z horního toku řeky Amenojasu a železa z hory Amenokanajama dali vytepat bohu Išikoridemu zrcadlo, bůh Ame no Tadžikarao se schoval za jeskynní vrata a bohyně Ame no Uzume převrhla před vraty džbán s vodou, který hned na to rozdupala. Do toho ze sebe začala strhávat oblečení, což všechny bohy náramně rozesmálo. Zvědavá Amaterasu se otázala, co se to za vraty děje tak vtipného, na to Ame no Uzume odvětila, že se našel lepší bůh, než je Amaterasu, načež jí bohové Ame no Kojane a Futotamo přes škvíru nastavili zrcadlo. Amaterasu vyšla z jeskyně, aby se lépe podívala, ale to už ji Ame no Tadžikarao chytil za ruce a Futatomo jí nakázal, aby se už do jeskyně nevracela. Poté bylo Zemi i nebesům opět navráceno světlo a řád a Susanoo byl teď už definitivně poslán do vyhnanství na Zemi.
Susanoovi ale na jeho cestě vyhládlo. A že potkal bohyni jídla Ógecuhime, požádal ji, aby ho nakrmila. Ta si vytahala všemožná jídla z nosu, úst i análního otvoru a předložila je zaskočenému Susanoovi. Ten se strašně urazil a myslel si, že bohyně pokrmy takto schválně ze zlomyslnosti znečistila, ze msty ji zabil. Z jejího těla potom vypučela všemožná zrníčka, byla tam rýže, červené boby, proso, pšenice i sója, dokonce z ní vylétli bourci morušoví. Jeden ze tří nejstarších bohů, Kamimusubi, pak tato semínka vzal a zasel je.

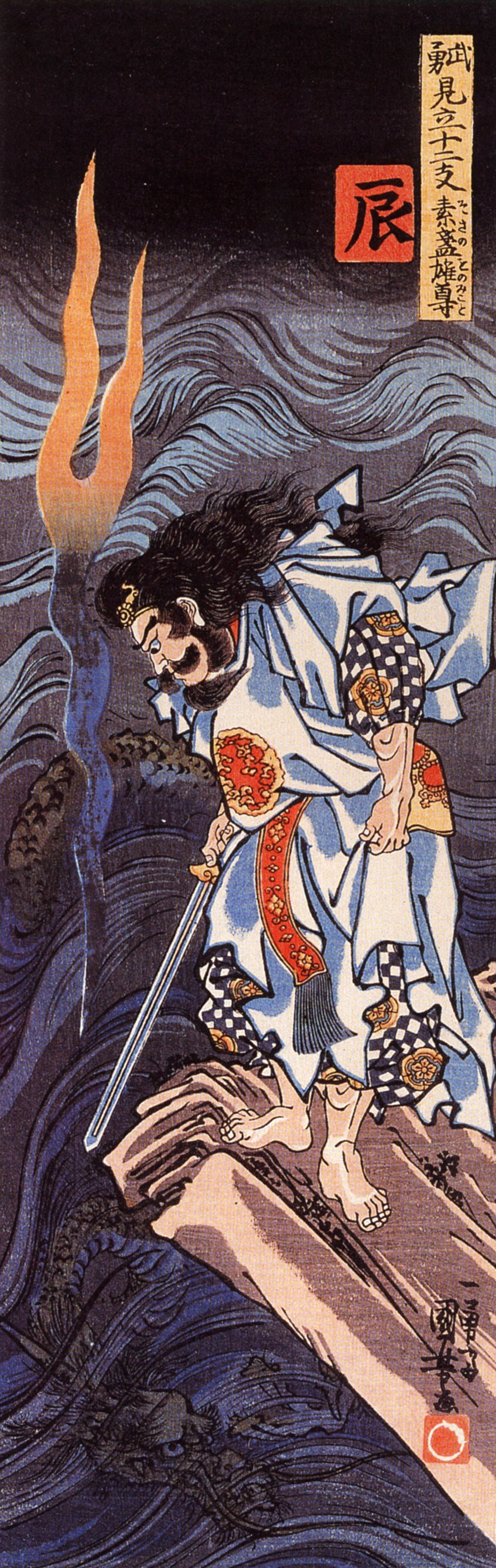
Susanoo vyhlížející osmihlavého draka. Autor: Utagawa Kunijoši. Dílo: Susanoo no Mikoto and water dragon, dřevomalba.

Susanoo se potom usadil u horního toku řeky Hi v kraji Izumo. Proti proudu té řeky žila rodina muže jménem Ašinazuči, která sestávala z otce, matky Tenazuči a dcerky Kušinadahime. Když Susanoo na rodinu přišel, nezastihl je v nejlepší náladě. Zrovna oplakávali dcery, které jim sežral osmihlavý drak a hrozilo, že si tentokrát přijde i pro tu nejmladší dcerku. Susanoo se rozhodl utrpení obou rodičů ukončit, výměnou za záchranu však žádal ruku mladičké Kušinadahime. Ašinazuči souhlasil a na Susanoovu radu připravil se svoji ženou osm sudů silné pálenky. Poté přiletěl onen osmihlavý drak, notně se opil pálenkou z osmi sudů a usnul. Susanoo následně opilého draka svým mečem, jež podědil po otci, zdolal. Nato z odseknutého ocasu vytrhl mocný meč Kusanagi, který později daroval bohyni Amaterasu na usmířenou. Tento meč se poté stal japonským národním dědictvím. Pak společně se svoji novou manželkou a její rodinou odešel do Fugy, kde si postavil palác a svého tchána jmenoval jeho správcem. Poté s manželkou založil rodinu, následně pojal za ženu další dívku jménem Kamuóčihime. S oběma manželkami zplodil mnohočetné potomstvo, z kterého o mnoho generací později vzešel muž jménem Ókuninuši, budoucí zeť Susanooa.
Tomuto mladíkovi se na jeho četných cestách zalíbila Susanoova dcera Suseribime, a sympatie byly vzájemné. To se však již nedalo říct o něm a Susanoovi, který se nechtěného potencionálního zetě pokoušel zbavit různými způsoby; nejprve ho postupně ubytoval v komnatě plné hadů a komnatě naplněné včelami a stonožkami a nakonec si od něj nechal přinést šíp vystřelený do suché planiny, kterou Susanoo podpálil. Ókuninuši však všechno zdárně přečkal. Zlomyslný Susanoo si ho poté nechal přivést do své komnaty, aby mu Ókuninuši vískal vlasy, do těch si ale bůh zapletl stonožky. Mladík potajmu žvýkal oříšky a vyplivoval červenou hlinku, kterou mu poskytla Suseribime. Susanoo si myslel, že jeho nastávající zeť přežvykuje stonožky, a ze samé škodolibosti usnul. Ókuninuši poté přivázal bohovy vlasy k sloupu paláce, zavalil vstup balvanem, ukradl Susanoovi jeho meč, luk a šípy a nebeskou citaru a se svoji nevěstou vzali nohy na ramena. Než se stihl Susanoo rozmotat a dostat se z paláce, mladý pár už byl pryč. Rozmrzelý Susanoo se i tak pokusil milence pronásledovat, ale nebylo mu to nic platné. Tak se rozhodl svého zetě přijmout a zanechat mu ukradené věci jako dar a zbraň proti mladíkovým zákeřným bratrům. Vyvěštil mu také osud panovníka a zbožštění, na oplátku ale požádal Ókuninušiho, aby Suseribime učinil svou hlavní manželkou, což se také stalo.

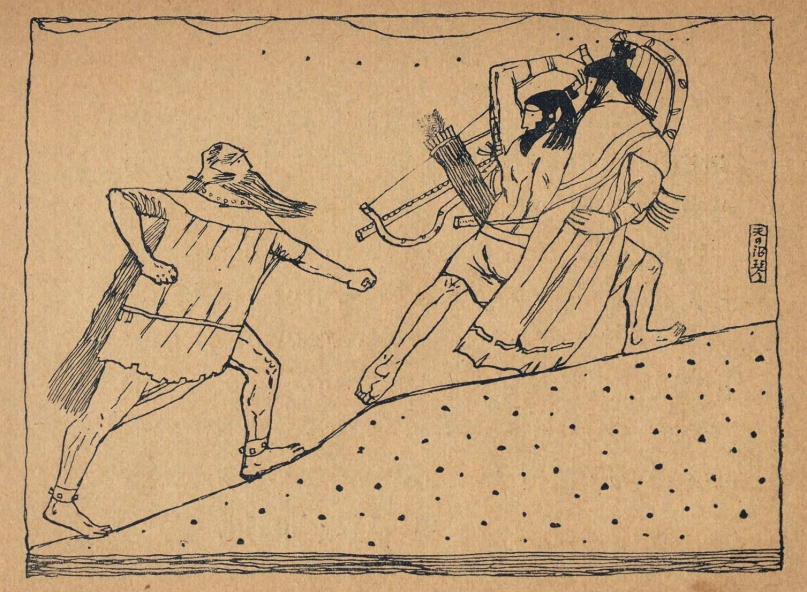
Susanoo pronásleduje Ókuninušiho a Suseribime. Autor: Natori Šunsen, dílo: Ama no Nuguto, 1918

### Současná role v japonském folklóru
Susanoo je patron vod a bouří a, vzhledem k jeho hrdinským činům, také odvahy. Na některých místech je uctíván též jako patron lásky a manželství, kvůli záchraně jeho první manželky, Kušinadahime. Po Japonsku je rozeseto několik samostatných svatyň zasvěcených tomuto bohu, přičemž většina z nich se nachází v prefektuře Šimane.
- Svatyně Susa – město Izumo, prefektura Šimane
- Svatyně Suga – město Unnan, prefektura Šimane
- Svatyně Jaegaki – město Macue, prefektura Šimane
- Svatyně Kumano Taiša – město Macue, prefektura Šimane
- Svatyně Susa – město Arida, prefektura Wakajama

Dalšími místy, kde je Susanoo, někdy se svojí první manželkou, uctíván, jsou sítě svatyň Hikawa koncentrovaných především v Saitamě a Tokiu.
- Svatyně Hikawa – okrsek Ómija, město Saitama, prefektura Saitama
- Svatyně Hikawa – město Kawagoe, prefektura Saitama
- Svatyně Hikawa – distrikt Akasaka, obvod Minato, město Tokio
- Susanoova svatyně – město Hamamacu, prefektura Šizuoka[3]

## Odkaz v kultuře
Na motivy Susanoova souboje s osmihlavým a osminohým drakem jménem Jamato no Oroči byla v jazyce Meitei napsána divadelní hra, Jamata Amasung Keibu Keioiba, ve které se prolínají příběhy o skolení Jamata Susanooem a bájném stvořením zvaném Keibu Keioiba..
V celosvětově oblíbené sérii mangy Naruto pojednávající o bojovnících nindža se nositelé vzácné oční schopnosti Mangekjó šaringan mohou naučit speciální techniku, a to sice vyvolat bytost jménem Susanoo. V tomto pojetí jde o obrovskou humanoidní entitu, obklopující svého nositele nebo se kolem něj pohybující, která zvyšuje jeho sílu a dosah útoků. Kromě aktivního zapojení do boje Susanoo také poskytuje svému nositeli určitou formu štítové obrany. Kromě toho má však Susanoo i svoje nevýhody; pokud je kupříkladu poničen, nemůže být regenerován do té doby, než postoupí do dalšího vývojového stádia. Velkou nevýhodou je též skutečnost, že kvůli nezbytnosti Mangekjó šaringanu používání Susanooa postupně ničí zrak uživatele, neřkuli to, jak moc je užívání Susanooa náročné na spotřebu čakry - síly, díky které mohou nindžové používat speciální techniky. Každý Susanoo má specifickou barvu a podobu, která se odvíjí podle stupně, na kterém se Susanoo nachází. Susanoo nositelů, jež dosáhli nejvyšší úrovně v jeho vyvolávání, jsou poté oblečení do hábitů, jaké nosí mniši následující filozofický směr šugendó.